# Family Express
Family Express là một chuỗi cửa hàng tiện lợi tư nhân của Hoa Kỳ có trụ sở chính tại Valparaiso, Indiana. Hãng có hơn 80 cơ sở trên khắp miền bắc và trung Indiana.